# Patrick Béon
Patrick Béon (Gosné, 5 de febrer de 1950) va ser un ciclista francès, que fou professional entre 1973 i 1979. Els seus majors èxits foren les victòries finals a l'Étoile de Bessèges i al Critèrium Internacional.

## Palmarès
- 1971
  - Vencedor d'una etapa al Gran Premi Guillem Tell
- 1972
  - 1r a la París-Mantes-en-Yvelines
- 1973
  - 1r a la París-Roubaix sub-23
  - 1r al Tour de Loir i Cher i vencedor d'una etapa
  - Vencedor d'una etapa al Gran Premi Guillem Tell
- 1975
  - 1r a l'Étoile de Bessèges
- 1976
  - 1r al Critèrium Internacional
  - 1r al Gran Premi de Niça
- 1979
  - Vencedor d'una etapa a l'Étoile de Bessèges

### Resultats al Tour de França
- 1975. 78è de la classificació general
- 1976. 61è de la classificació general
- 1977. Fora de control (17a etapa)